# 阿坎巴罗
阿坎巴羅是墨西哥瓜纳华托州的一座城市，位于莱尔马河畔，面积867.67平方公里，人口101,762人（2005年）。

## 阿坎巴羅雕像
1944年7月，一位德國移民沃德瑪·朱斯拉宣稱在阿坎巴羅挖掘出諸多的史前恐龍與人類共遊戲的陶土雕像，稱為阿坎巴羅雕像。

## 資料來源
1. ↑  Pezatti, Alex "Mystery at Acámbaro, Mexico" Expedition Magazine (University of Pennsylvania Museum) vol. 47, no. 3, pp. 7-8. 2005  （页面存档备份，存于）